# Stenotaphrum clavigerum
Stenotaphrum clavigerum är en gräsart som beskrevs av Otto Stapf. Stenotaphrum clavigerum ingår i släktet Stenotaphrum och familjen gräs. Inga underarter finns listade i Catalogue of Life.